# Wie einst im Mai
Versions successives
- 1943 : version avec Walter Lieck (de)
- 2005 : version d'Andreas Gergen et Steven Gross

Personnages
- Ottilie von Henkeshoven (soprano)
- Fritz Jüterbog (ténor)
- Stanislas von Mathusalem (basse)
- Ses quatre épouses Mechthildis, Angostura, Mizzi et Kitty (altos)
- Baron Ernst Cicero von Henkeshoven (ténor bouffon)
- Heinrich von Jüterbog (baryton)
- Tilla Müller (soubrette)
- Arthur Müller (ténor bouffon)
- Fred von Jüterbog (ténor bouffon)
- Comtesse von Hohenberg-Tiefenthal (alto)
- Colonel von Henkeshoven (acteur)
- Les conseillers de justice Parchmenter senior et junior (acteurs)
- Vera Müller née von Henkeshoven (actrice)

Airs
- Das war in Schöneberg, im Monat Mai
- Die Männer sind alle Verbrecher
- Untern Linden, Untern Linden
- Es geht doch nischt, nischt, nischt über Berlin

Wie einst im Mai (en français Comme en mai) est une opérette de Walter et Willi Kollo sur un livret de Rudolf Bernauer et de Rudolph Schanzer, créé en 1913 au Berliner Theater à Berlin, dans l'Empire allemand.
Le fils du compositeur, Willi Kollo, crée en 1943 une nouvelle version musicale et lyrique avec le cabarettiste Walter Lieck (de), qui contient également de nouveaux numéros musicaux de Willi Kollo. L'œuvre est créée dans cette version le 26 mai 1943 au Großes Schauspielhaus de Berlin. Andreas Gergen et Steven Gross procèdent en 2005 à une nouvelle révision spécialement pour le Schlosspark Theater de Berlin, rendant l'opérette plus proche d'une comédie musicale.

## Argument
Premier tableau
Chambre dans un domaine, 1838
L'apprenti serrurier Fritz Jüterbog est fou amoureux de la jeune noble Ottilie von Henkeshoven. Elle lui rend également son amour, mais ses parents ont une vanité de grande classe qui ne leur permet pas de combiner noblesse et prolétariat. Fritz est désespéré et tourne le dos à sa ville natale. Désormais, il veut chercher fortune en Amérique.
Deuxième tableau
Salle de bal Kroll, 1858
Fritz a fait fortune à l'étranger. Il rentre chez lui en homme riche. Ottilie fut forcée par sa famille d'épouser son cousin, le baron Ernst Cicero von Henkeshoven. Le mariage s'avère être pour elle un martyre. Son mari est un vrai libertin qui cherche toujours sa chance avec les demi-mondaines. Fritz et Ottilie se rencontrent lors d'un bal et se souviennent du bon vieux temps.
Troisième tableau
Salon dans une maison de campagne, 1888
Fritz bénéficie désormais d'un honneur particulier : l'empereur l'a élevé au rang de noblesse héréditaire en raison de ses grands services rendus à la patrie. Il se fait désormais appeler conseiller commercial von Jüterbog.
Le mariage d'Ottilie avec son cousin s'est effondré. De ce mariage est née la fille Vera. Heinrich, le fils de Fritz, a un œil sur elle. Quand Heinrich se propose à Vera, elle le rejette, car son cœur appartient à Arthur Müller, qui travaille comme ingénieur principal dans l'usine de Fritz Jüterbog.
Ottilie supplie son ami d'enfance Fritz de veiller à ce que son fils cesse de courtiser sa fille. Fritz n'est pas du tout content de cela, car il aimerait voir les deux familles se rapprocher un peu. Mais il promet quand même à Ottilie de réaliser son souhait. Ensemble, ils commémorent les beaux jours de leur jeunesse.
Quatrième tableau
Un salon de mode, 1913
75 ans se sont écoulés depuis que Fritz Jüterbog et Ottilie von Henkeshoven se sont avoués leur amour en mai. Tous deux sont décédés depuis. Aujourd'hui, leurs petits-enfants Fred von Jüterbog et Tilla Müller se connaissent et s'aiment. Les temps ont énormément changé. Plus personne ne pourrait interdire aux deux amants de se marier.
Parmi les proches d'Ottilie, à part sa petite-fille Tilla, seul son père Stanislas de Mathusalem est encore en vie. Il porte bien son nom de famille parce qu'il a vraiment un âge biblique. Il s'est marié trois fois ; mais il a survécu à toutes ses femmes. Malgré son âge, il est toujours très vif et souhaite désormais tenter sa chance une quatrième fois avec une nouvelle épouse.

## Orchestration
| Instrumentation de Wie einst im Mai            |
| Bois                                           |
| 2 flûtes, 2 hautbois, 2 clarinettes, 2 bassons |
| Cuivres                                        |
| 4 cors, 2 trompettes, 3 trombones              |
| Cordes pincées                                 |
| 1 harpe                                        |
| Percussions                                    |
| Timbales                                       |

## Source de la traduction
- (de) Cet article est partiellement ou en totalité issu de l’article de Wikipédia en allemand intitulé « Wie einst im Mai » (voir la liste des auteurs).